# Morizès
Morizès  egy francia település Gironde megyében az Aquitania régióban. Lakosainak száma 531 fő (2022. január 1.).

## Adminisztráció
Polgármesterek:
- 2001–2008 Liliane Bienvenu-Sourbet
- 2008–2014 Jeannine Cuvillier
- 2014–2020 Michèle Brissaud-Chovin

## Demográfia
| Lakosok száma | 542  | 508  | 505  | 549  | 519  | 537  | 545  | 549  | 543  | 531  |
|               | 1968 | 1982 | 1990 | 2006 | 2013 | 2015 | 2017 | 2019 | 2020 | 2022 |

## Látnivalók
- Saint-Maurice templom a XIV. századból